# NECネクサソリューションズ
NECネクサソリューションズ株式会社（英: NEC Nexsolutions,Ltd.）は、東京都港区三田に本社を置く、NECグループのシステムインテグレーター。
2001年4月1日にNECグループのシステムインテグレーター、保守サービス会社、OA及びITインフラ構築会社等5社が統合され発足した。

## 沿革
- 1974年9月19日 - 日本電気株式会社情報処理データセンター本部から分離し、日本電気情報サービス株式会社を設立
- 1979年 - 株式会社名古屋情報処理センターを吸収合併
- 1988年 - 通産省SI企業認定取得
- 1995年 - 通産省SO企業認定取得
- 2001年4月1日 - 日本電気情報サービス株式会社、日本電気ビジネスシステム株式会社、NECテクノサービス株式会社、日本電気オフィスシステム株式会社、日本電気コンピュータシステム株式会社の5社が統合し、 NECネクサソリューションズ株式会社を発足
- 2003年7月 - NECビジネスプロセッシング株式会社を子会社化
- 2009年10月 - 日本電気グループの再編に伴い、グループ各社から東名阪地域の中堅市場向け営業機能を集約[2]
- 2017年6月 - 日本電気グループのBPO事業再編に伴い、子会社のNECビジネスプロセッシング株式会社がNECマネジメントパートナー株式会社の子会社となる[3]
- 2025年7月1日 - 新たに設立された中間持株会社「NESICホールディングス」が従来NECが保有していた全株式を引き継ぎ、同社の子会社となる[4]。

## 事業所
- 事業所
  - 本社 - 東京都港区三田一丁目4番28号　三田国際ビル
  - 中部支社 - 愛知県名古屋市中区錦一丁目17番1号　NEC中部ビル
  - 関西支社 - 大阪府大阪市中央区城見一丁目4番24号　NEC関西ビル
- ショールーム
  - Walk In Solution Center 東京 - 東京都港区三田一丁目4番28号　三田国際ビル
- データセンター
  - 札幌, 東京, 川崎, 横浜, 相模原, 名古屋, 大阪, 神戸, 福岡, 延岡